# Lea (film 1916)
Lea è un film muto italiano del 1916 diretto e interpretato da Diana Karenne. Co-regia di Salvatore Aversano.